# Edoardo Ferravilla
Edoardo Ferravilla (Milano, 18 ottobre 1846 – Milano, 25 ottobre 1915) è stato un attore e commediografo italiano del teatro e del cinema muto.

## Biografia
Fu un attore in dialetto milanese attivo nella seconda metà dell'Ottocento in alcune compagnie teatrali. Il cognome Ferravilla sembra sia l'unione tra le iniziali del cognome della madre, l'attrice di varietà Luisa Maria Ferrari e di quello del padre naturale, il marchese Filippo Villani, quindi sarebbe uno pseudonimo di Edoardo Villani. Secondo l'Enciclopedia italiana, invece,  sua madre era la cantante portoghese Giulia Ferravilla, di cui avrebbe assunto i cognome. Nell'atto di morte, consultabile online, compare "nato da fu Ferravilla Luigia Maria". 
Orfano di madre a sei anni e abbandonato dal padre che sposò una ballerina, fu adottato dalla famiglia del suo tutore, il ragionier Viglezzi.
Scoperto come attore da Cletto Arrighi, fondatore del Teatro Milanese, recitò per lui dal 1870, debuttando nella commedia El Barchett de Boffalora, una delle più importanti nel suo repertorio: verrà allestita centinaia di volte. Ben presto divenne il beniamino del pubblico, cosa che gli permise di prendere la direzione artistica della compagnia teatrale a partire dal 1876.
Ferravilla, che era un attore leggendario per la naturalezza con cui interpretava le commedie in vernacolo, si fece creatore di una serie di personaggi molto importanti nell'immaginario del pubblico milanese di fine Ottocento: Massinelli, El sciur Pànera, Gigione, Tecoppa. Questi personaggi li recitò anche in ambito cinematografico con dei cortometraggi comici e teatrali girati tra il 1913 e il 1915, prima alla Mediolanum Film e poi alla Comerio Films.
Piero Mazzarella lo considerava il proprio padre artistico, e in alcune commedie riprese anche suoi personaggi, tra cui il citato Tecoppa.

## Opere

Edoardo Ferravilla con Luca Comerio

- Debit non paga debit (1874)
- Ona man lava l'altra (1876)
- La class di asen (1879)

## Filmografia
- Tecoppa disoccupato, regia di Arnaldo Giacomelli (1913)
- Tecoppa brumista, regia di Arnaldo Giacomelli (1913)
- La trovata di Tecoppa, regia di Arnaldo Giacomelli (1913)[1]
- El duell del sciur Pànera, regia di Arnaldo Giacomelli (1914)
- La class di asen, regia di Arnaldo Giacomelli (1914)
- Scena a soggetto musicale, regia di Arnaldo Giacomelli (1915)
- Massinelli in vacanza, regia di Arnaldo Giacomelli (1915)
- Ferravilla nelle sue più caratteristiche interpretazioni, regia di Arnaldo Giacomelli (1915)